# Ceramica incaica

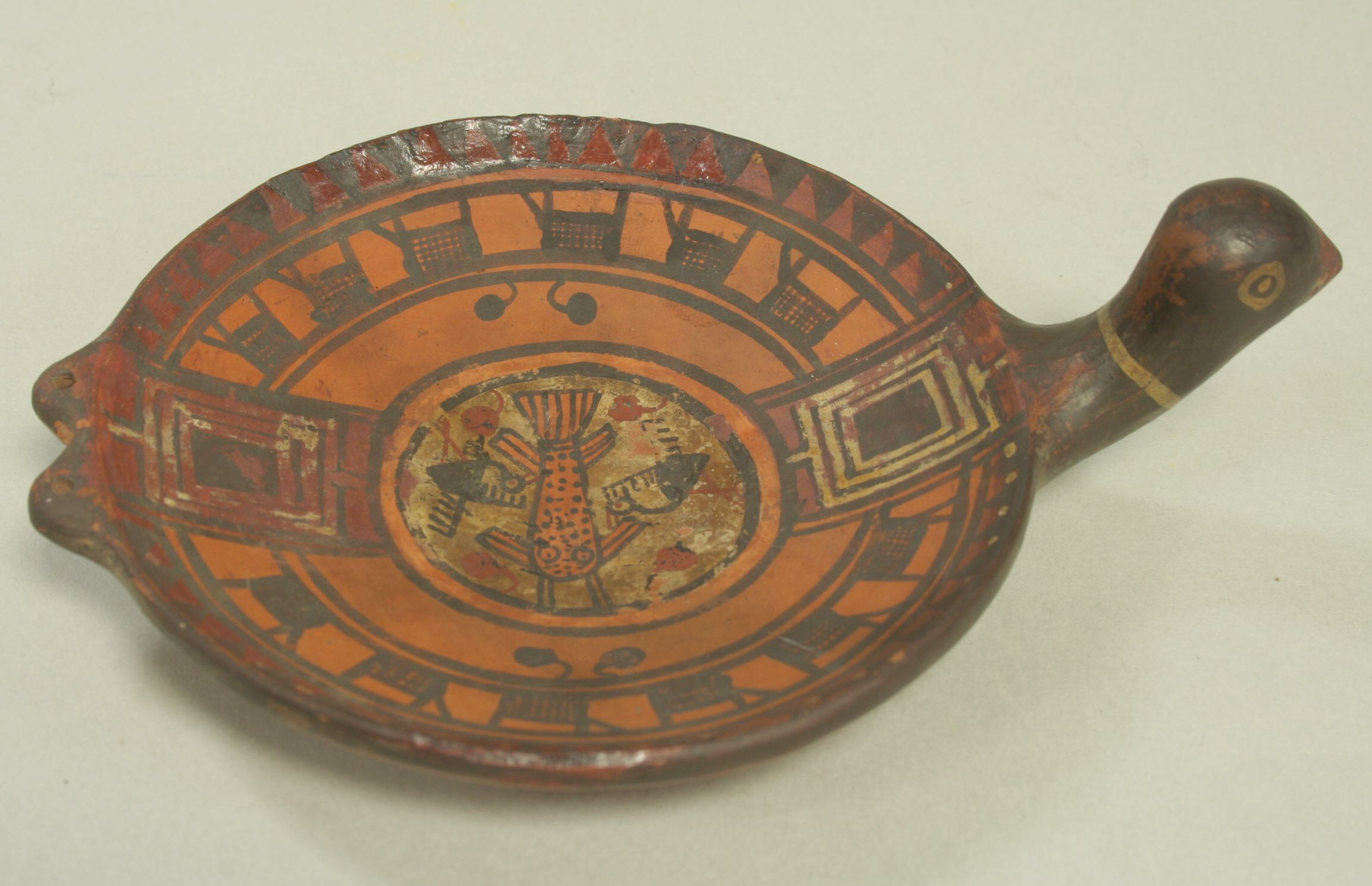
Piatto cerimoniale incaico.

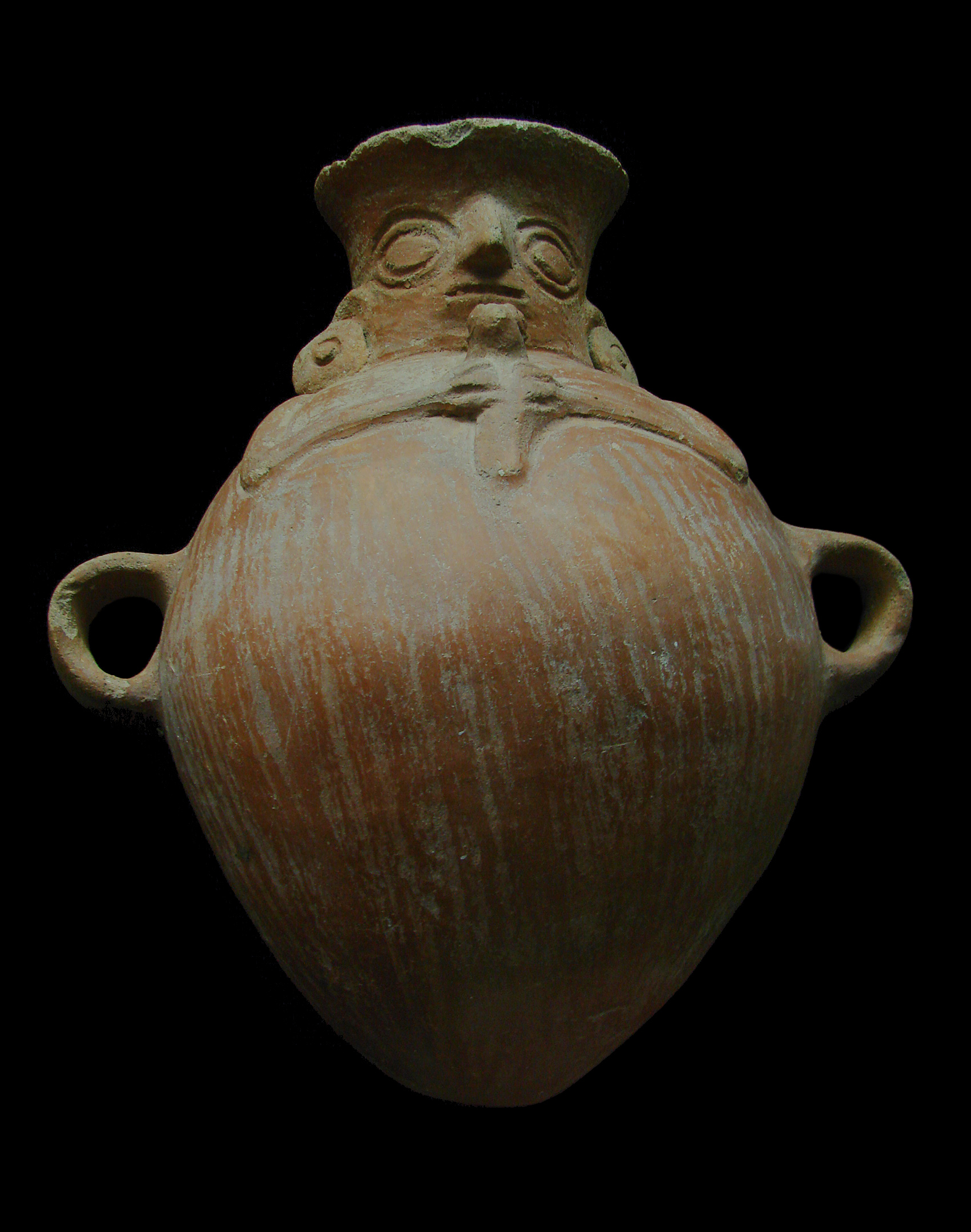
Ceramica antropomorfa incaica.

La ceramica incaica o di stile inca si caratterizza per la sua produzione di massa, come evidenzia l'impiego di una gran quantità di stampi che permisero il diffondersi di una produzione di serie. Le decorazioni erano di diversi toni di marrone e seppia, inoltre di rosso, nero, azzurro, lilla, giallo, verde, rosato, grigio, bianco, arancio e viola, che producevano una gamma relativamente variata di combinazioni. Si apprezza nella produzione ceramica incaica la predilezione per i disegni geometrici, con predominanza di rombi, aste, cerchi, bande e triangoli. Le forme più tipiche sono l'aríbalo incaico e i quero, benché questi ultimi esistessero dall'Orizzonte medio e fossero prodotti anche in legno e metallo.

## Caratteristiche e forme
La ceramica incaica si caratterizza per le sue superfici levigate, la sua fine decorazione rappresentativa di tendenza geometrica e l'uso dei colori giallo, nero, bianco, rosso e arancione. Dipingevano rombi, linee, cerchi, animali e frutti, come anche piante e fiori.
Le applicazioni modellate non erano comuni nella decorazione. Si conosce un'ampia varietà di forme, sia di ceramica fine che domestica prive di decorazioni. Esistevano diversi tipi di anfore: a base conica, olle con manici laterali, piatti con manici e pitture interne, padelle per tostatura con imbocco laterale e tripode, ecc. Il prestigio ottenuto dalla ceramica incaica fu tale che in molti luoghi conquistati le sue forme e decorazioni venivano copiate. Generalmente si produceva una mescolanza di stili locali con lo stile incaico e si trovano pezzi  Chimú – Inca, Chançay, ecc.

### L'aríbalo

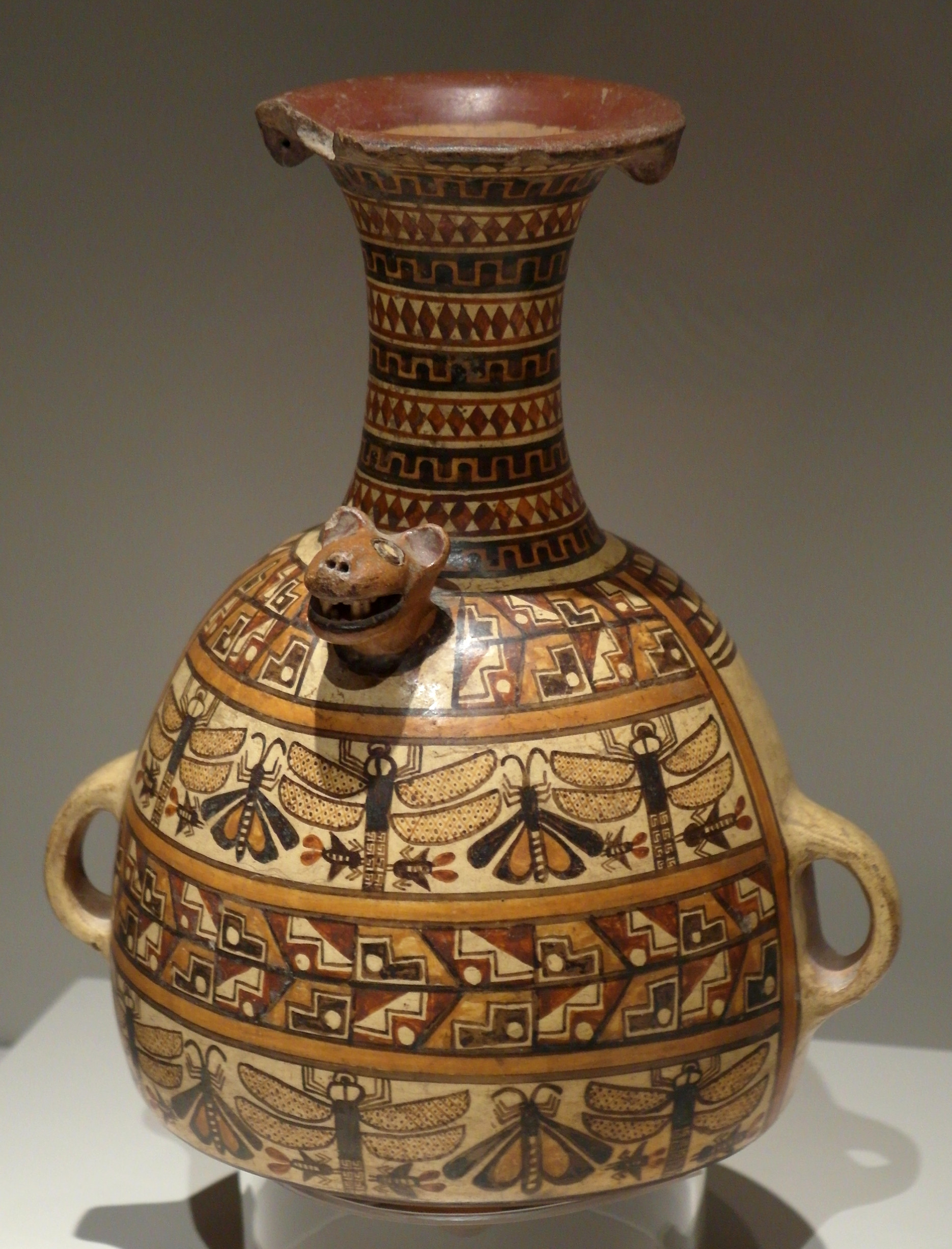
Aríbalo incaico o Urpu, stile Incaico imperiale.

È la forma più caratteristica della ceramica incaica. Si tratta di un recipiente dal collo ampio e base conica. Anticamente era chiamato macka o puyñun. Il nome aríbalo è dovuto alla sua somiglianza con i vasi greci noti con il nome di aryballus. Era usato per servire la carne nelle feste importanti. La base posava su un foro fatto al fondo e si inclinava per versare il suo contenuto, movimento che risultava facile grazie alla sua ampia imboccatura. Sono stati trovati fini "aríbalo" in tombe. Per trasportarlo si passava una corda per i manici e per una piccola appendice a forma di bottone rappresentante un rostro felino. Si collocava sulla spalla e la corda era mossa con le mani e i piedi.

### Iqueros

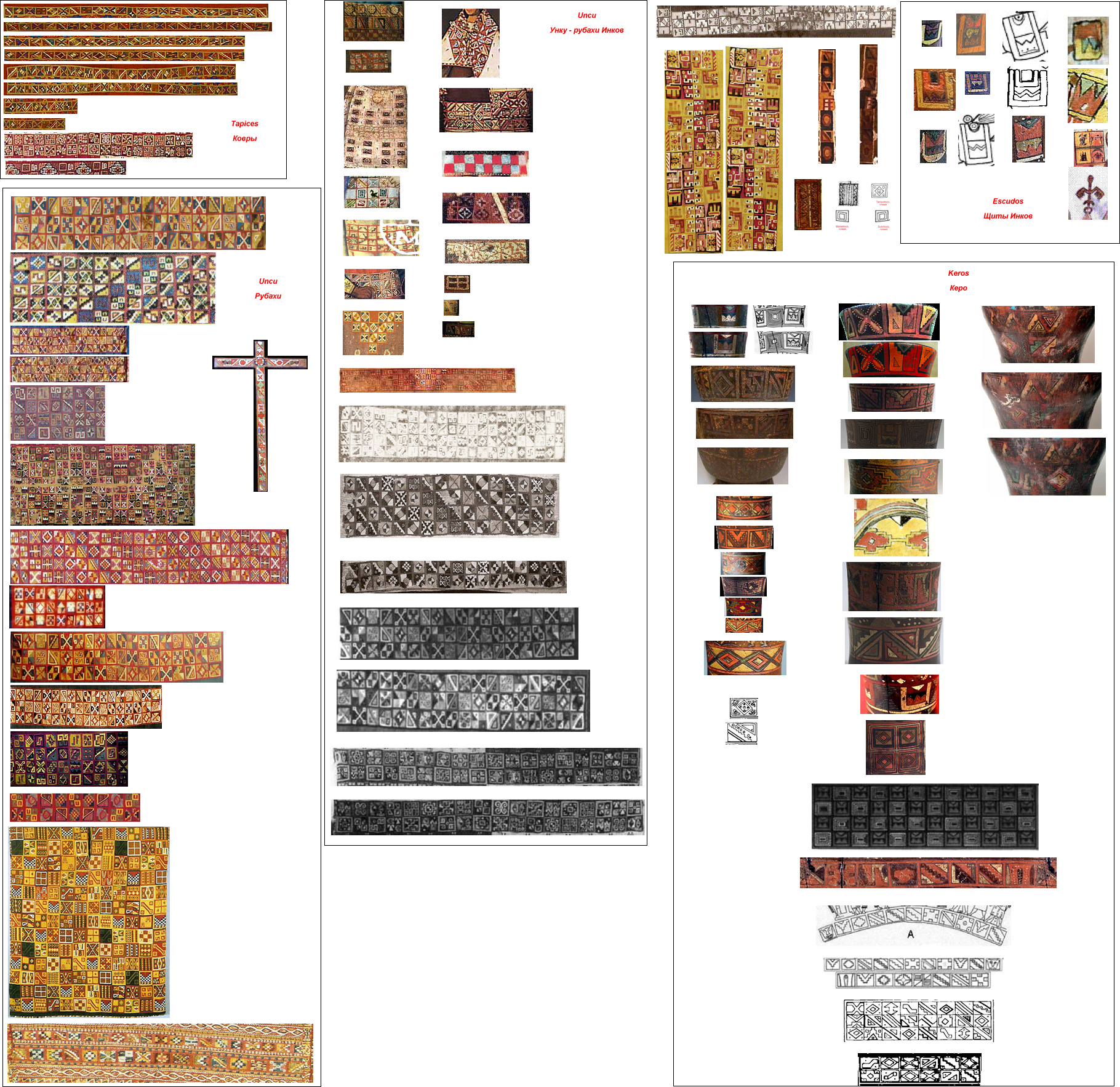
Tocapus degli incas.

I queros (keros) erano vasi di legno fatti per gli incas. La loro capacità era normale ma l'utilizzo era soprattutto di carattere cerimoniale ed erano decorati con disegni piani o figure tridimensionali. Ne sono stati trovati molti decorati con teste di felini, puma o giaguari, in alcuni casi con incisioni in metallo e pietre preziose nei denti e negli occhi. Durante il periodo coloniale i motivi pittorici dei queros divennero più complessi, evocando scene della storia incaica. Essi attrassero l'attenzione degli studiosi per l'iconografia o i dipinti decorativi. Il centro principale della loro produzione e uso fu Cusco.

## Disegno e diffusione
Lo stato incaico stabilì diversi tipi di rapporti con i ceramisti locali e approvò diverse maniere sulle tecniche e sugli stili vascolari.
Si mobilitarono vasai di stile locale e furono fatti circolare per tutto il territorio, in modo che le tecniche esistenti si diffondessero. Al contempo fu intensificata la produzione nelle comunità ceramiste tradizionali e furono create comunità di artigiani specializzati, i quali furono trasferiti in altri luoghi in qualità di mitmaqs (mitimaes).
S'incontrano frequentemente nel nord delle Ande evidenze della diffusione che ebbe la ceramica chimú e successivamente quella fusa chimú-inca, come una dimostrazione di come gli inca sfruttarono gli apporti culturali delle corti che furono annesse al loro stato, mescolandoli con la propria cultura.